# 罗森蒙德还原反应
Rosenmund还原反应（罗森孟还原法；罗斯曼得还原法）
酰氯在部分失活的钯催化剂（Pd/BaSO4）作用下用氢气进行还原，得到相应的醛。
反应由德国化学家 Karl Wilhelm Rosenmund (1884-1965) 首先报道。
该反应是通氢气于悬浮有催化剂的酰氯溶液中来进行。是从羧酸合成醛的方法之一，一般应用于制备一元脂肪醛和一元芳香醛。反应的副产物有醇、烷烃、酸酐和酯。用三叔丁氧基氢化铝锂也可以将酰氯还原为醛。此外，芳香酰氯也可在钯络合物催化下用聚甲基氢硅氧烷（PMHS）还原为芳醛。 亦可用三丁基氢化锡来进行或在氢供体存在下用光照射来还原。
一般需要使催化剂中毒以防止进一步的还原作用，最常用的中毒剂是硫-喹啉（由硫在喹啉中回流来制备）和硫脲。除了硫酸钡，其他活性调节剂，如2,6-二甲基吡啶（Pd/C）也可使用。

## 应用
- A. I. Rachlin, H. Gurien, and D. P. Wagner (1988). "Aldehydes from Acid Chlorides by modified Rosenmund Reduction: 3,4,5-Trimethoxybenzaldehyde". Org. Synth.; Coll. Vol. 6: 1007.
- Saytzeff, M. . Journal für Praktische Chemie. 1873, 6 (1): 128–135. doi:10.1002/prac.18730060111.